# Alfa latina
El alfa latina (mayúscula: Ɑ, minúscula: ɑ) es una letra del alfabeto latino basada en una forma minúscula de a, o en la alfa minúscula griega (α).

## Uso
Aunque ⟨ɑ⟩ es normalmente solo un alógrafo de ⟨a⟩. hay casos en los que las dos letras deben ser claramente diferenciadas:
- En el Alfabeto Fonético Internacional, ⟨ɑ⟩ representa una vocal abierta posterior no redondeada, mientras que ⟨a⟩ representa una vocal abierta anterior no redondeada.
- También en el General Alphabet of Cameroon Languages, ⟨Ɑ ɑ⟩ por lo general representa una vocal abierta posterior no redondeada, mientras que ⟨A a⟩ representa una vocal abierta anterior no redondeada. El primero se utiliza en las ortografías de varios idiomas de Camerún, que incluyen:
  - Fe'fe '[1][2]
  - Mbembe[3]
  - Mbo (?): Pero no Akoose, aunque tiene fonemas / aa / y / ɑɑ /;[4] ni Bakaka.[5]
  - En algunos idiomas, la forma manuscrita de la letra  ⟨A a⟩ con la minúscula ⟨ɑ⟩ se utiliza y no debe ser confundido con la alfa latina ⟨Ɑ ɑ⟩ de la GACL; por ejemplo, en Muyang, la letra ⟨A a⟩ representa una vocal semiabierta central no redondeada pero no es ⟨Ɑ ɑ⟩; la alfa latina no se utiliza.[6]

En los lenguajes de Camerún, ⟨Ɑ ɑ⟩ debe parecerse a la minúscula alfa griega clásica para diferenciarla de la letra A minúscula en su forma manuscrita.

## Tipografía

A latina, Alfa latina y alfa griega, utilizando las fuentes: Arial, Times New Roman, Gentium, Doulos SIL, Cambria, Linux Libertine, Andron Mega Corpus, Courier New y Consolas . En la segunda fila: cursiva, utilizando las mismas fuentes.
La letra alfa latina con forma de alfa griega minúscula, como en el Alfabeto africano de referencia o el General Alphabet of Cameroon Languages
La letra alfa latina con forma de a latina minúscula manuscrita, como en el alfabeto fonético internacional

## Unicode
En Unicode, "Latin alpha" () y "Latin script a" () se consideran el mismo carácter, que tiene una forma en mayúsculas y minúsculas, y se conoce como "Latin letter alpha".
U+1D45 ᵅ MODIFIER LETTER SMALL ALPHA es usada en el Alfabeto fonético urálico.
U+AB30 ꬰ LATIN SMALL LETTER BARRED ALPHA es usada en el sistema de transcripción fonética Teuthonista.
U+AB64 ꭤ LATIN SMALL LETTER INVERTED ALPHA es usada en el Alfabeto fonético americanista.
| Carácter      | Ɑ                          | Ɑ                          | ɑ                        | ɑ                        |
| ------------- | -------------------------- | -------------------------- | ------------------------ | ------------------------ |
| Unicode       | LATIN CAPITAL LETTER ALPHA | LATIN CAPITAL LETTER ALPHA | LATIN SMALL LETTER ALPHA | LATIN SMALL LETTER ALPHA |
| Codificación  | decimal                    | hex                        | decimal                  | hex                      |
| Unicode       | 11373                      | U+2C6D                     | 593                      | U+0251                   |
| UTF-8         | 226 177 173                | E2 B1 AD                   | 201 145                  | C9 91                    |
| Ref. numérica | &#11373;                   | &#x2C6D;                   | &#593;                   | &#x251;                  |